# Prenzlau
Prenzlau è una città di 19 022 abitanti del Brandeburgo, in Germania.

È il capoluogo del circondario dell'Uckermark e il secondo centro per popolazione, dopo Schwedt/Oder.

## Geografia fisica
Prenzlau si trova nella parte settentrionale del circondario, a circa 100 km da Berlino e 50 da Stettino (in Polonia). Nella città scorre il fiume Ucker e vi si trova il lago Unteruckersee.

## Storia
L'area di Prenzlau, fu abitata fin dal Neolitico, ma a partire dal VII secolo, fu sede di diversi dinastie locali appartenenti al popolo slavo dei Polabi. Alla fine del XII secolo, i duchi di Pomerania fecero colonizzare la regione da coloni tedeschi.
La stessa Prenzlau, che prende il nome dallo slavo Premyslaw, viene menzionata per la prima volta nel 1187. Ricevette i privilegi di città dal duca Barnim I di Pomerania nel 1234. Quando il duca Barnim firmò il trattato di Landin con i margravi del Brandeburgo nel 1250, Prenzlau era già una città fortificata con mura e fossati, quattro chiese parrocchiali e un monastero. Insieme a Cölln, Francoforte e Stendal, era una delle città più grandi del margraviato.
Prenzlau e la regione dell'Uckermark furono devastate durante la Guerra dei Trent'anni. A partire dalla fine del XVII secolo, i rifugiati ugonotti francesi si stabilirono qui e iniziò una ripresa economica. Anch'essa città di guarnigione, Prenzlau fu nuovamente devastata dalle truppe di passaggio durante la Guerra dei Sette Anni e le Guerre Napoleoniche. 
Durante la Seconda Guerra Mondiale, il campo per prigionieri di guerra Oflag II-A si trovava a sud di Prenzlau, sulla strada principale per Berlino. Il centro della città fu in gran parte distrutto. Le autorità della Germania Est lo fecero ricostruire con grandi edifici in pannelli Plattenbau.

## Curiosità
- La città ha dato il nome al quartiere berlinese di Prenzlauer Berg: nel quartiere infatti esisteva una porta dell'antica cinta muraria, la Prenzlauer Tor, o "Porta di Prenzlau", presso un'altura detta appunto Prenzlauer Berg.
- Il villaggio di Prenzlau, nel Queensland (Australia), venne fondato da emigranti tedeschi, originari di Prenzlau, attorno al 1890.

## Società

### Evoluzione demografica
- Sviluppo della popolazione dal 1875 entro gli attuali confini (Linea Blu: Popolazione; Linea puntata: Confronto dello sviluppo della popolazione dello stato del Brandenburgo; Sfondo grigio: Ai tempi del governo nazista; Sfondo rosso: Al tempo del governo comunista)
- Sviluppo recente della popolazione (Linea blu) e previsioni

| Anno | Abitanti |
| ---- | -------- |
| 1875 | 18 512   |
| 1890 | 20 823   |
| 1910 | 24 327   |
| 1925 | 24 572   |
| 1939 | 27 697   |
| 1950 | 22 960   |
| 1964 | 23 267   |

| Anno | Abitanti |
| ---- | -------- |
| 1971 | 24 890   |
| 1981 | 26 020   |
| 1985 | 26 326   |
| 1990 | 25 900   |
| 1995 | 23 847   |
| 2000 | 22 737   |
| 2005 | 20 904   |

| Anno | Abitanti |
| ---- | -------- |
| 2010 | 20 078   |
| 2015 | 19 275   |
| 2016 | 19 279   |
| 2017 | 19 110   |
| 2018 | 19 024   |
| 2019 | 18 970   |
| 2020 | 18 849   |

Fonti dei dati sono nel dettaglio nelle Wikimedia Commons..

## Geografia antropica

### Suddivisioni amministrative
Prenzlau è divisa in 8 zone, corrispondenti all'area urbana e a 7 frazioni (Ortsteil):
- Prenzlau (area urbana)
- Blindow
- Dauer
- Dedelow
- Güstow
- Klinkow
- Schönwerder
- Seelübbe

## Amministrazione

### Gemellaggi
Prenzlau è gemellata con:
- Pochvistnevo
- Barlinek
- Uster
- Varėna